# Pareurythoe americana
Pareurythoe americana är en ringmaskart som beskrevs av Hartman 1951. Pareurythoe americana ingår i släktet Pareurythoe och familjen Amphinomidae. Inga underarter finns listade i Catalogue of Life.